# Carlton-on-Trent
Carlton-on-Trent är en by och en civil parish i Newark and Sherwood i Nottinghamshire i England. Orten har 228 invånare.